# Кеннан, Кент Уилер
Кент Уилер Кеннан (англ. Kent Wheeler Kennan; 18 апреля 1913, Милуоки — 1 ноября 2003, Остин, штат Техас) — американский композитор и музыкальный педагог.
Окончил Мичиганский университет и Истменовскую школу музыки, затем стажировался в Риме. В 1940-е — 50-е годы Кеннан был многообещающим композитором. Особой известностью пользовалась его оркестровая пьеса «Ночной монолог» (англ. Night Soliloquy), входившая в репертуар многих крупных дирижёров, а также Соната для трубы и фортепиано, вошедшая во многие консерваторские программы для трубачей. Однако в 1956 году Кеннан отказался от занятий композицией и полностью сосредоточился на преподавательской и просветительской деятельности: с 1940 по 1983 годы (с двухлетним перерывом в середине 1950-х) он преподавал в Техасском университете в Остине. Кеннану принадлежит учебник по оркестровке (англ. The Technique of Orchestration), выдержавший шесть изданий с 1952 по 2002 год, и другой учебник, по контрапункту. Им также выполнен ряд транскрипций и переложений — например, обработка для кларнета сонаты Прокофьева для флейты с оркестром, пользующаяся популярностью благодаря исполнению известного кларнетиста Ричарда Штольцмана.